# Joe Doering
Pour l’article homonyme, voir Doering.
Joseph « Joe » Doering (né le 16 avril 1982 à Fond du Lac, Wisconsin) est un catcheur (lutteur professionnel) américain. Il travaille actuellement à Impact Wrestling.
Il est principalement connu pour son travail au Japon à l'All Japan Pro Wrestling (AJPW) où il remporte à quatre reprises le championnat du monde par équipe avec Keiji Mutō, KONO, Seiya Sanada et Suwama en plus d'être champion poids-lourds Triple Crown AJPW.

## Carrière de catcheur

### Débuts sur le circuit indépendant américain et Total Nonstop Action Wrestling (2004-2009)
Doering s'entraîne auprès de Scott D'Amore à la Can-Am Wrestling School. Le 19 décembre 2004, il perd son premier match face à D-Ray 3000 au cours d'un spectacle de la Border City Wrestling (la fédération de D'Amore basée au Canada).
Il fait trois matchs pour la Total Nonstop Action Wrestling qui se concluent tous par une défaite. D'abord le 11 décembre 2005 en lever de rideau de Turning Point, où il fait équipe avec Buck Quartermain et Jon Bolen et font face à Lance Hoyt, Andy Douglas et Chase Stevens. Puis le 17 décembre, Rhino l'emporte face à lui en moins de deux minutes. Enfin le 28 septembre 2006 il lutte sous le nom de Vaughn Doring et fait équipe avec Brandon Thomaselli et perdent rapidement face à Brother Ray et Brother Devon.

### All Japan Pro Wrestling (2007-2009)
Doering fait son premier match à l'All Japan Pro Wrestling (AJPW) le 24 juin 2007 où avec Nobukazu Hirai et T28 ils perdent face à Hawaiian Lion, Phil Atlas et Taiyo Kea. Il s'entraîne dans le dojo de cette fédération puis signe un contrat avec cette fédération quelques mois plus tard. Il fait équipe avec Keiji Mutō durant le tournoi Real World Tag League 2007 qui se déroule entre le 23 novembre et le 9 décembre. Ils terminent premier de la phase de groupe avec cinq victoire, une défaite et une égalité après avoir atteint la limite de temps puis remportent la finale face à Satoshi Kojima et Suwama.
Le 3 janvier 2008, il devient avec Keiji Mutō champion du monde par équipe AJPW en mettant fin au règne de Satoshi Kojima et TARU (en). Il est un des participants du tournoi Champion Carnival qui se déroule du 5 au 9 avril où il termine deuxième es-æquo avec Kensuke Sasaki et Minoru Suzuki,.

### World Wrestling Entertainment (2010)
Doering effectue quelques combats d'essais avec la World Wrestling Entertainment (WWE) avant de signer un contrat à la mi-mars. Il rejoint la Florida Championship Wrestling (FCW), le club-école de la WWE. En avril, il change de nom de ring pour celui de Drake Brewer et la WWE met fin à son contrat fin septembre,.

### Retour à la All Japan Pro Wrestling (2010-2019)
Le 20 mai, lui et Seiya Sanada battent Takao Omori et Manabu Soya et remportent les AJPW World Tag Team Championship. Le 17 juin, ils perdent les titres contre Takao Omori et Manabu Soya.
Le 22 octobre, lui et Suwama battent Burning (Jun Akiyama et Gō Shiozaki) et remportent les AJPW World Tag Team Championship.
Le 3 août, il conserve le titre contre Akebono.
Le 3 janvier 2015, il perd le titre contre Gō Shiozaki.
Il intègre ensuite le tournoi Champion Carnival, où il termine premier de son groupe avec 8 points et le 30 avril, il perd contre Shuji Ishikawa en finale et ne remporte pas le tournoi. Le 21 octobre, il bat Suwama et remporte le AJPW Triple Crown Heavyweight Championship pour la deuxième fois. Le 9 novembre, il conserve le titre contre Yoshitatsu. Le 3 février, il conserve son titre contre Kai. Le 25 mars, il perd le titre contre Kento Miyahara.

### Retour à Impact Wrestling (2020-...)

#### Violence By Design (2020-...)
Le 14 novembre à Turning Point, il fait son retour en tant qu'associé de Eric Young en attaquant The Deaners.
Lors de Hard to Kill (2021), lui, Eric Young et Deaner battent Cousin Jake, Rhino et Tommy Dreamer dans un Old School Rules Six Man Tag Team Match.
Le 26 janvier 2021 à Impact!, il gagne contre Cousin Jake.
Lors de Rebellion (2021), lui, Deaner, Rhino et W. Morrissey battent Chris Sabin, Eddie Edwards, James Storm et Willie Mack.
Le 20 mai à Impact, VBD encaisse le Call your Shot de Rhino (qu'il détient depuis 2020)  lui permettant d'avoir un match de championnat n'importe quand, Rhino et Doering s'en servent pour affronter et battre FinJuice (Juice Robinson et David Finlay) et ainsi remporter les Impact World Tag Team Championship,. Le 3 juin à Impact, Eric Young a déclaré que les titres appartenaient au groupe collectivement, et en tant que leader, il déciderait qui les défendrait, ainsi Deaner et Eric Young sont également reconnu comme champion en vertu de la Freebird Rule permettant à plus de deux catcheurs de défendre des titres par équipe,. Lors de Against All Odds (2021), il bat Satoshi Kojima. Le 24 juin à Impact, lui et Deaner conservent les titres contre Eddie Edwards et Satoshi Kojima. Lors de Slammiversary XIX, lui et Rhino perdent les titres au profit de The Good Brothers (Doc Gallows et Karl Anderson) dans un Four-way Tag Team Match qui comprenaient également Rich Swann et Willie Mack ainsi que Fallah Bahh et No Way.
Lors de Sacrifice (2022), lui et Eric Young battent The Good Brothers et remportent les Impact World Tag Team Championship pour la deuxième fois avec Deaner également reconnu comme champion en vertu de la Freebird Rule.

## Palmarès
- All Japan Pro Wrestling
  - 2 fois AJPW Triple Crown Heavyweight Champion
  - 4 fois AJPW World Tag Team Championship avec Keiji Mutō (1), Masayuki Kōno (1), Seiya Sanada (1) et Suwama (1)
  - World's Strongest Tag Determination League (2007) avec Keiji Mutō
  - World's Strongest Tag Determination League (2009) avec Suwama
  - World's Strongest Tag Determination League (2018) avec Dylan James

- European Wrestling Association
  - 1 fois EWA World Heavyweight Champion

- Impact Wrestling
  - 2 fois Impact World Tag Team Champion avec Eric Young, Rhino et Deaner (1), Eric Young et Deaner (1)

- Power of Wrestling
  - Catch Weltcup (2019)

- Pro Wrestling Illustrated
  - Classé 64e des 500 meilleurs catcheurs en 2014

## Récompenses de magazines
| Année | 2008 | 2009 | 2010 | 2011 | 2012 | 2013       | 2014 | 2015 | 2016       | 2017 | 2018 | 2019 | 2020       | 2021 | 2022 |
| ----- | ---- | ---- | ---- | ---- | ---- | ---------- | ---- | ---- | ---------- | ---- | ---- | ---- | ---------- | ---- | ---- |
| Rang  | 148  | 133  | 191  | 151  | 190  | Non classé | 64   | 108  | Non classé | 148  | 64   | 195  | Non classé | 312  | 325  |

## Vie privée
Fin mars 2016, Doering annonce qu'il a une tumeur de stade 3 dans le cerveau et va subir une opération et plusieurs séances de chimiothérapie et de radiothérapie.